# Joseph Altman
Joseph Altman é um neurocientista norte-americano. É especialista no estudo da neurogênese.
- Purdue University

## Prêmios
- Prémio Príncipe das Astúrias - sobre a regeneração de neurônios nos cérebros adultos.[2]